# Tour de Taiwan
Tour de Taiwan er et etapeløb i landevejscykling for herrer, afholdt i Taiwan som del af UCI Asia Tour. Løbet arrangeres af Chinese Taipei Cycling Association, og blev afholdt for første gang i 1978. Det blev arrangeret for første gang på internationalt niveau i 1999. I 2012 blev det klassificeret med 2.1 af UCI. 

## Vindere

### For amatører
| År   | Vinder          | Toer            | Treer           |
| ---- | --------------- | --------------- | --------------- |
| 1993 | ukendt          | ukendt          | ukendt          |
| 1994 | Ralf Schmidt    | Andrej Mizurov  | Stephen Drake   |
| 1995 | ukendt          | ukendt          | ukendt          |
| 1996 | Ikke arrangeret | Ikke arrangeret | Ikke arrangeret |
| 1997 | ukendt          | ukendt          | ukendt          |
| 1998 | Ikke arrangeret | Ikke arrangeret | Ikke arrangeret |
| 1999 | Brendon Vesty   | ukendt          | ukendt          |
| 2000 | Ikke arrangeret | Ikke arrangeret | Ikke arrangeret |
| 2001 | Ikke arrangeret | Ikke arrangeret | Ikke arrangeret |
| 2002 | ukendt          | ukendt          | ukendt          |

### For professionelle
| År                      | Vinder                 | Toer                   | Treer             |        |
| ----------------------- | ---------------------- | ---------------------- | ----------------- | ------ |
| ikke en del af UCI      |                        |                        |                   |        |
| 2003                    | Ghader Mizbani Iranagh | Jürgen Kotulla         | Mikhail Andreyev  |        |
| 2004                    | Moritz Milatz          |                        |                   |        |
| en del af UCI Asia Tour |                        |                        |                   |        |
| 2005                    | Ahad Kazemi            | Ghader Mizbani Iranagh | Thomas Peterson   |        |
| 2006                    | Kirk O'Bee             | Stephen Gallagher      | Robert McLachlan  |        |
| 2007                    | Shawn Milne            | Robert McLachlan       | Yevgeniy Yakovlev |        |
| 2008                    | John Murphy            | Shawn Milne            | Takashi Miyazawa  |        |
| 2009                    | Krzysztof Jeżowski     | Peter McDonald         | Roman Zhiyentayev |        |
| 2010                    | David McCann           | Phillip Gaimon         | William Clarke    |        |
| 2011                    | Markus Eibegger        | David McCann           | Junya Sano        |        |
| 2012                    | Rhys Pollock           | Wong Kam-po            | Dirk Müller       |        |
| 2013                    | Bernard Sulzberger     | Tsgabu Grmay           | Kirill Pozdnjakov |        |
| 2014                    | Rémy Di Grégorio       | Ioánnis Tamourídis     | Marco Zanotti     |        |
| 2015                    | Mirsamad Pourseyedi    | Hossein Askari         | Rahim Ememi       |        |
| 2016                    | Robbie Hucker          | Francisco Mancebo      | Ben O'Connor      |        |
| 2017                    | Benjamín Prades        | Edwin Ávila            | Kevin De Jonghe   |        |
| 2018                    | Yukiya Arashiro        | Jonathan Clarke        | Jimmy Janssens    |        |
| 2019                    | Jonathan Clarke        | James Piccoli          | Etienne van Empel |        |
| 2020                    | Nicholas White         | Ryan Cavanagh          | Marcus Culey      |        |
| 2021                    | aflyst                 | aflyst                 | aflyst            | aflyst |
| 2022                    | Benjamin Dyball        | Sam Culverwell         | Marcos García     |        |
| 2023                    | Jeroen Meijers         | Jordi López            | Benjamín Prades   |        |
| 2024                    | Joseph Blackmore       | Yūma Koishi            | Carter Bettles    |        |
| 2025                    | Brady Gilmore          | Moritz Kretschy        | Jordi López       |        |